# Dušan Moravčík
Dušan Moravčík (* 27. května 1948 Bánov, Československo) je bývalý československý atlet, držitel stříbrné medaile z mistrovství Evropy 1971 na 3000 metrů překážek (8:26,2).
S atletikou začínal ve Zbrojovce Brno. Poté přestoupil do Dukly Praha, kde ho trénoval Alexander Zvolenský. Je několikanásobným československým mistrem a držitel 5 českých rekordů na trati 3 km překážek. Reprezentoval ve 23 mezistátních utkáních v letech 1971 až 1980. Účastnil se třech letních olympijských her (Mnichov 1972, Montreal 1976 a Moskva 1980). Nejlépe dopadl v roce 1972 v Mnichově, kde obsadil páté místo.

## Osobní rekordy
- 800 m – 1:49,9 (1971)
- 1500 m – 3:42,4 (1971)
- 3000 m – 7:59,8 (1976)
- 5000 m – 13:40,27 (1972)
- 10 000 m – 28:57,9 (1977)
- 3000 m př. – 8:23,8 (1972)